# Deirdre Clune
Pour les articles homonymes, voir Clune.
Deirdre Clune, née Barry le 1er juin 1959 à Cork, est une femme politique irlandaise, membre du Fine Gael.

## Biographie
Elle est sénatrice de 2011 à 2014. 
Le 23 mai 2014, elle est élue députée européenne dans la circonscription South. Elle appartient au groupe du Parti populaire européen (PPE). Réélue en 2019, elle doit cependant attendre le Brexit pour pouvoir retrouver son siège en février 2020. Elle ne se représente pas en 2024.